# Mao (Chad)
Mao es una ciudad de Chad, capital de la región de Kanem y del departamento homónimo. La población cuenta con 19.004 habitantes en 2008, lo que representa un aumento de aproximadamente seis mil habitantes respecto a los datos de 1993 (cuando la localidad contaba con 13.277 habitantes).
Así como en otras regiones chadianas, Mao es gobernada por un sultán tradicional y por oficiales del gobierno central. Movimientos pro-descentralización se han visto dificultados por las relaciones complejas y frecuentemente tensas entre gobernantes tradicionales y autoridades nacionales.
La gran mayoría de los residentes son musulmanes. A pesar de ello, existen dos iglesias (una católica y otra protestante) en la localidad. Además, cuenta con un pequeño aeropuerto. 